# Salt d'aigua del Rossinyol
El Salt d'aigua del Rossinyol és un salt d'aigua del terme municipal de Bigues i Riells, dins del territori del poble de Riells del Fai, al Vallès Oriental. Tanmateix, el punt superior del salt és en terme de Sant Quirze Safaja, al Moianès.
Està situat a l'extrem nord-oest del terme, també al nord-oest de Riells del Fai, al capdamunt de la Vall de Sant Miquel, al costat de ponent de Sant Miquel del Fai. El forma el curs del Rossinyol en el moment que l'aigua salta els Cingles de Bertí en el lloc on es troba l'antic monestir de Sant Miquel del Fai.
És, juntament amb el Salt d'aigua del Tenes i el Salt d'aigua del Torrent del Gat, una de les espectaculars cascades que hi ha en aquella vall, als peus de Sant Miquel del Fai. Als seus peus ha obert una gran balma, coneguda com les Coves de Sant Miquel.